# Бонвиле
Бонвиле (фр. Bonviller) насеље је и општина у североисточној Француској у региону Лорена, у департману Мерт и Мозел која припада префектури Линевил.
По подацима из 2011. године у општини је живело 185 становника, а густина насељености је износила 36,71 становника/km². Општина се простире на површини од 5,04 km². Налази се на средњој надморској висини од 250 метара (максималној 294 m, а минималној 225 m).

## Демографија
| 1962. | 1968. | 1975. | 1982. | 1990. | 1999. | 2011. |
| ----- | ----- | ----- | ----- | ----- | ----- | ----- |
| 136   | 149   | 152   | 155   | 165   | 173   | 185   |

График промене броја становника у току последњих година